# Novo Selo (Šamac)
Novo Selo (szerbül: Ново Село), település Bosznia-Hercegovinában, Šamac községben, a Szerb Köztársaság északi régiójában.

## Fekvése
A település Bosznia-Hercegovina északi részén, Dobojtól légvonalban 45, közúton 67 km-re északkeletre, községközpontjától légvonalban 4, közúton 6 km-re délre, a Szávamenti-síkságon, 86-87 méteres magasságban fekszik.

## Népessége
| Nemzetiségi csoport | Népesség 1991 | Népesség 2013 |
| ------------------- | ------------- | ------------- |
| Szerb               | 156           | 334           |
| Bosnyák             | 0             | 0             |
| Horvát              | 907           | 92            |
| Jugoszláv           | 18            | 0             |
| Egyéb               | 14            | 5             |
| Összesen            | 1095          | 431           |

## Története
A település 1878-ig tartozott az Oszmán Birodalomhoz. Ekkor a berlini kongresszus határozata alapján az Osztrák-Magyar Monarchia katonai megszállása alá került, mely 1908-ban annektálta Bosznia-Hercegovinát. A monarchia szétesésével 1918-ban előbb a Szerb-Horvát-Szlovén Királyság, majd 1929-től a Jugoszláv Királyság része lett. Az 1929-es törvény értelmében, amikor Bosznia-Hercegovinát négy banovinára, Drinskára, Vrbaskára, Zetskára és Primorskára osztották, a település a Vrbaska banovina (Orbászi Bánság) része lett, amelynek székhelye Banja Luka volt. 1939-ben a közigazgatás átszervezésével a Hrvatska banovina (Horvát Bánság) része lett. 
A második világháborúban Jugoszlávia megszállása után a Független Horvát Állam (NDH) része lett. A második világháború után 1992-ig a település a szocialista Jugoszlávia keretében a Bosznia-Hercegovinai Népköztársaság része volt. A boszniai háborút lezáró daytoni békeszerződés rendelkezése alapján az ország területét felosztották a Bosznia-hercegovinai Föderáció és a boszniai Szerb Köztársaság között. A területmegosztás eredményeként a település Šamac község részeként a Szerb Köztársaság területéhez került.
1992-ig, a boszniai háború kezdetéig Novo Selo túlnyomórészt horvátok lakta település volt. Mivel Novo Selo és Bosanski Šamac község nagy része szerb ellenőrzés alá került, a horvát lakosságot a falu elhagyására kényszerítették. Ezzel egyidejűleg megindult a szerb lakosság is bevándorlása is. A háború befejezése után és a háború utáni időszakban a horvát menekülteknek csak kis része tért vissza, és Novo Selo túlnyomórészt szerbek lakta településsé vált.

## Sport
Az FK Zasjeka Novo Selo labdarúgóklubot 1973-ban alapították, de 1992-ben megszűnt. 2010-ben FK „Zasjeka” néven alapították újra, és több szezonban játszott a Šamac Községközi Ligában, de aztán ismét beszüntette működését.

## Nevezetességei
- Római katolikus temploma a tišinai plébánia filiája volt, mely egyben temetőkápolnaként is szolgált. A templomot 1992-ben a boszniai háború idején a szerb szélsőségesek aláaknázták és felrobbantották. 2005-ben a romos templomot kiürítették, és jobb időkre vár, hogy újjáépítsék és berendezzék, legalább a nagyobb ünnepségek és temetések számára.[5]